# Amoeregel
De amoeregel (Erinaceus amurensis) is een zoogdier uit de familie der egels (Erinaceidae). De wetenschappelijke naam van de soort werd voor het eerst geldig gepubliceerd door Leopold von Schrenck in 1859.

## Voorkomen
De amoeregel is een nachtactieve soort die voorkomt in het Russische Verre Oosten, het Koreaans Schiereiland en het oosten van China. Zijn verspreidingsgebied reikt zuidwaarts tot in de provincie Hunan. Wordt gewoonlijk aangetroffen langs bosranden in laaggelegen gebieden en valleien.